# Acordul româno-italian, 1914
Acordul româno-italian din 1914 este un agrement secret încheiat între guvernele român și italian având ca obiect principal coordonarea pozițiilor naționale referitoare la o posibilă intrare în război, pe timpul Primului Război Mondial. Acordul a fost semnat la 10/23 septembrie 1914 la București de către Ion I.C. Brătianu, președintele Consiliului de Miniștri al României și baronul Carlo Fasciotti, ambasadorul Italiei la București.

## Prevederi
Principalele prevederi ale acordului prevedeau obligația părților de a nu ieși din neutralitate fără un aviz prealabil de 8 zile precum și consultări reciproce permanente și acțiuni de comun acord în problema menținerii sau ieșirii din neutralitate.
De asemenea părțile se obligau să țină un secret absolut asupra existenței și conținutului acordului.:p. 340